# Otto Baumberger
Otto Baumberger (21. května 1889, Altstetten, Zurich – 26. prosince 1961, Weiningen) byl švýcarský malíř a tvůrce plakátů.
Baumberger vytvořil na 200 plakátů skvělé kvality a stylu. Směřoval k poloze blízké německé piktoriální moderně. Jeho realistické ztvárnění vzoru rybí kost tvídového kabátu se stalo klasikou švýcarského umění plakátu.